# Dorothy Scott (actrice)
 (juin 2024).
Si vous disposez d'ouvrages ou d'articles de référence ou si vous connaissez des sites web de qualité traitant du thème abordé ici, merci de compléter l'article en donnant les références utiles à sa vérifiabilité et en les liant à la section « Notes et références ».
Pour les articles homonymes, voir Dorothy Scott.
Dorothy Scott, de son vrai nom Dorothy Helen Williams, est une actrice américaine née le 24 juillet 1923 à Denver (Colorado)  et morte le 2 janvier 2004 à Ventura (Californie)[source insuffisante]. Elle était mariée à l'acteur et scénariste Bill Scott (1920–1985).

## Filmographie
- 1941 : Dumbo (voix)
- 1980 : My Bodyguard